# Karol Englisch
Karol Englisch, JUDr. (* 13. červenec 1881, Krakov, Polsko - † 13. duben 1945, Stein an der Donau, Rakousko ), také Karl Artur Ritter von English-Payne, byl polský pedagog, horolezec, který ve Vysokých Tatrách zdolal množství panenských vrcholů a věží.

## Životopis
Jeho otec byl Polák, matka Antónia (1853 -1940) pocházela z Rakouska. Vystudoval právo na Jagellonské univerzitě v Krakově a stal se tam docentem. V roce 1919 se zúčastnil Pařížské poválečné konference jako tlumočník polské delegace. V roce 1936 vstoupil do polské tajné služby. Od roku 1941 pracoval pod krycím jménem Tatrzański jako organizátor polské protihitlerovské rozvědky. V roce 1943 ho zatklo gestapo, ale nic nevyzradil. Na sklonku války ho popravili v koncentračním táboře Stein an der Donau v Rakousku.
Vždy se považoval za Poláka (v batohu nosil na prvovýstup polskou vlajku). Do Vysokých Tater začal i se svou matkou chodit od útlého dětství. Zachovala se jeho literární prvotina, v níž jako 16letý popisuje svůj prvovýstup ze dne 13. srpna 1897 z Velké Studené doliny na Javorový štít. Od roku 1920 bydlel ve Vídni a své horolezecké aktivity přemístil do Alp (i na Matterhorn).

## Lezecké výkony
Ve Vysokých Tatrách provedl asi 40 prvovýstupů, z toho okolo 30 prvních výstupů na nedobytné štíty a věže, čímž v podstatě ukončil v Tatrách éru dobývání vrcholů. K významnějším kromě již uvedených patřil výstup na Malý Kolový štít (v němčině po něm zvaný Englisch-Spitze), Velký Kostel v Prostředním hřebeni, Čierny štít, Divú věž, Javorový štít a nejvýznamnější - i nejvíce záviděný a zpochybňovaný - byl první výstup s matkou a dvěma vůdci na Ostrý štít v roce 1902. Provedl i první zimní výstup na Kriváň. Spolu s Karlem Jordánem začal jako jeden z prvních používat na horolezeckých túrách lyže. V zimě 13. ledna 1903 vystoupili na lyžích na Krížnú. 

## Mystifikace horolezeckých výstupů
Při romantických popisech svých výstupů často popustit uzdu fantazii, dokonce občas používal pro zvýšení efektu fotografie z Alp. Navíc ve faktografii příliš důvěřoval svému nejčastějšímu horskému vůdci Janu Hunsdorferovi st. Ten ho občas vedl cestou, kterou už dříve absolvoval s jinými klienty a tvrdil, že jde o prvovýstup, za který dostával dvojnásobnou taxu. Stalo se také, že ho v mlze dovedl pouze na předvrchol apod. To vedlo několika jeho současníků k obviněním, že si mnohé výstupy - speciálně na Ostrý štít, pak i na Západní Vidlovú věž, Litvorovú věž a Solisko - vymyslel. Pozdější nezávislá detailní analýza však prokázala, že mu všechny významné prvovýstupy právem náleží. Provedl i první zimní výstup na Kriváň.

## Matka horolezkyně
Přední horolezkyně byla i jeho matka Antonia von Englisch, původem z Tyrolska, na rozdíl od syna se nikdy necítila Polkou. Bylo společensky neúnosné, aby po Starém Smokovci chodila v kalhotách. Takže na túry se synem vyrážela - a zase se z nich vracela - v sukni a klobouku. Do "sportovního" se převlékala, jakmile fajnové společnosti zmizeli z očí. Ještě jednou se převlékala na vrcholech, kvůli vrcholové fotografii.    